# True Song
TRUE SONG là album nguyên bản thứ tư của Do As Infinity được phát hành vào cuối năm 2002 bởi D-A-I và Kameda Seiji. Bài hát Ai no Uta(Bài ca tình yêu) rất được yêu thích và được chọn là bài hát kết thúc các buổi diễn trực tiếp của ban nhạc. Và bài hát chủ đề- Shinjitsu no Uta được chọn là bài hát chủ đề kết thúc thứ năm của bộ anime nổi tiếng InuYasha. Album xếp thứ 5 và chỉ 272,291 bản được tiêu thụ, kết thúc chuỗi ngày đứng top của DAI.

## Danh sách
1. "Kūsō Ryodan" (空想旅団 Lữ đoàn không tưởng?)
2. "Under the Sun (Dưới ánh Mặt Trời)
3. "Good for You" (Tốt cho bạn)
4. "I Can't Be Myself" (Tôi không thể là chính mình)
5. "Perfect Lady" (Cô gái hoàn hảo)
6. "Shinjitsu no Uta" (真実の詩 Bài ca chân lý?)
7. "Grateful Journey" (Hành trình tuyệt vời)
8. "One or Eight" (Một hay tám)
9. "Sense of Life" (Cảm giác của cuộc sống)
10. "Wadachi" (轍-WADACHI- Vết xe?)
11. "Ai no Uta" (あいのうた Bản tình ca?)
12. Hidden track: "Tōku Made" (遠くまで Xa xôi?) (Phiên bản diễn tại lễ kỉ niệm 3 năm thành lập)

## Thứ hạng
| Xếp hạng (2002) | Thứ hạng | Thời gian trụ hạng |
| --------------- | -------- | ------------------ |
| Oricon Nhật Bản | 5        | 11 tuần            |